# Copa Centenario de la AFA
A Copa Centenario de la AFA foi uma competição oficial não-regular organizada em 1993 pela Associação do Futebol Argentino para celebrar o centenário da mesma.
O torneio foi disputado nos moldes das Copas de outros países, como a Copa do Brasil, a Copa del Rey, a Coppa Italia e a FA Cup, em fases de ida e volta em sistema de mata-mata até definir um campeão, mas com particularidades: apenas equipes da primeira divisão da recém-finalizada temporada argentina de 1992/93, incluindo-se seus rebaixados Talleres de Córdoba e San Martín de Tucumán, disputaram o torneio; os primeiros duelos eram de clássicos do futebol argentino; os perdedores desses dérbis continuavam na competição, em uma repescagem também de mata-mata, com seu vencedor decidindo a finalíssima do torneio com o vencedor dos mata-matas entre os times que haviam ganhado os clássicos.
A competição correu inicialmente no intervalo das disputas entre os campeonatos Clausura e Apertura de 1993, começando no final de junho e sendo pausada no final de agosto, a tempo de concluir-se o mata-mata entre os vencedores. O torneio foi retomado em dezembro, após o encerramento do Apertura, para o término da disputa das repescagens, que duraram até janeiro de 1994.
A Copa Centenario foi decidida em 30 de janeiro de 1994 entre Gimnasia y Esgrima La Plata, ganhador do mata-mata dos "vencedores", e o River Plate, vencedor da repescagem. A final teve outra particularidade: o Gimnasia, por ter vindo do grupo vencedor, sagraria-se campeão se pelo menos empatasse com o River já na primeira partida, a ser disputada em La Plata; o River precisaria vencer os dois jogos para ganhar a Copa. Os platenses levaram a melhor, vencendo por 3 x 1 em seu estádio, tornando assim desnecessária a disputa de uma segunda partida. 
A Copa Centenario tornou-se o primeiro (e, até hoje, único) torneio profissional de futebol  conquistado pelo Gimnasia La Plata; o outro único título do clube no esporte foi o campeonato nacional de 1929, na época amadora do futebol argentino. Apesar do caráter oficial, a Copa Centenário não foi classificatória para a Taça Libertadores da América: os campeões argentinos da temporada 1993/94 a figurarem na Libertadores da América de 1995 foram apenas os vencedores do Apertura 1993 (o derrotado River Plate) e Clausura 1994 (o Independiente).